# Magasinet Paragraf
Magasinet Paragraf är ett nätbaserat kriminal- och rättsmagasin, grundat av Dick Sundevall år 2012.
Sundevall var Paragrafs chefredaktör fram till sitt frånfälle 2024 
Efter det tog Sundevalls mångåriga medarbetare Nina Silventoinen över rollen som Paragrafs chefredaktör.
Paragrafs övriga fasta medarbetare är bland andra. Mårten Schultz, Nils-Eric Schultz, Peter Althin, Vladimir Oravsky, Sargon De Basso, Johan Eriksson, Emilie Hillert, Anna Dahlbom Langley, Michael Pålsson, Sasha Matic, Gunno Gunnmo, Jan Olsson, Alex Bengtsson, Lennart Aspegren, Maria Robsahm, Isabel Sommerfeld, Carlos Paulsson, Petter Inedahl, Tomas Lappalainen, Marcel Berkelder och Helene Wahlström. 
Även juristen, författaren och journalisten Ricard Aron Nilsson är fast medarbetare och har varit med sedan Paragraf startades.